# توماس ويليامسون
توماس ويليامسون (بالإنجليزية: Tommy Williamson)‏ هو لاعب كرة قدم أمريكي في مركز الهجوم، ولد في 5 مايو 1999 في فيلا بارك في الولايات المتحدة.

## وصلات خارجية
- توماس ويليامسون على موقع الدوري الأمريكي (الإنجليزية)
- توماس ويليامسون على موقع قاعدة بيانات كرة القدم.إي يو (الإنجليزية)